# NGC 3498
NGC 3498 este o galaxie situată în constelația Leul. A fost descoperită în 8 aprilie 1784 de către William Herschel.